# 温家店站
温家店站是达成铁路上的一座铁路车站，位于四川省成都市金堂县赵镇街道金乐路。车站隶属于成都铁路局遂宁车务段，为五等站。该站现为会让站，仅作列车会让使用，不办理客货运业务。车站上下行区间均为单线，区间及站内均已电气化。

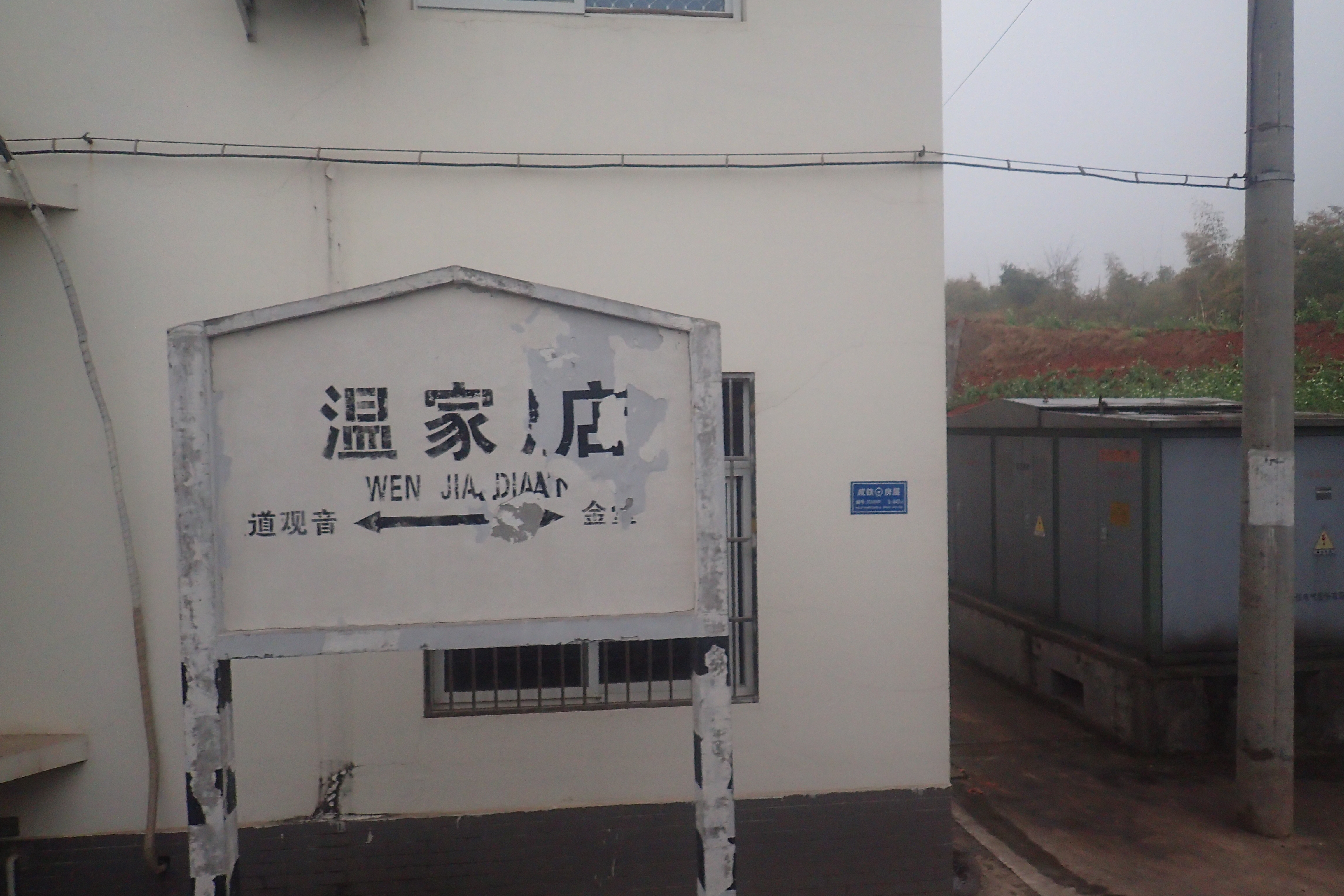
2017年，列车上拍摄的温家店站站牌

## 车站设施
车站站场呈南北走向，略偏西南—东北走向，设有股道3条（其中正线1股，侧线2股），站台1座，站房位于线左，未配备客货运设施。